# اسلای استون
سیلوستر استوارت (انگلیسی: Sylvester Stewart) با نام هنری اسلای استون (انگلیسی: Sly Stone؛ زادهٔ ۱۵ مارس ۱۹۴۳ – درگذشتهٔ ۹ ژوئن ۲۰۲۵) خواننده، ترانه‌پرداز، موسیقی‌دان، تهیه‌کننده موسیقی اهل ایالات متحده آمریکا بود که از سال ۱۹۵۶ تا ۲۰۲۳ میلادی مشغول فعالیت بود.
او رهبر گروه اسلای اند د فمیلی استون بود و با تلفیق گونه‌های سول، راک، سایکدلیا و گاسپل، نقشی برجسته در گسترش موسیقی فانک ایفا کرد.